# Ulla-Maj Wideroos
Ulla-Maj Wideroos, född 22 oktober 1951 i Jakobstad, Finland, är en finländsk politiker i Svenska folkpartiet (SFP) som var andra finansminister i regeringen Vanhanen I 24 juni 2003-19 april 2007.
Wideroos, som är merkonom med examen 1971, inledde sin politiska bana i Svensk Ungdom där hon var ombudsman 1973-1974. Hon blev kommundirektör i Oravais 1986. 1995 valdes hon in i riksdagen och lämnade kommundirektörsposten. 17 april 2003 tillträdde hon som andra finansminister i regeringen Jäätteenmäki, en post hon fick behålla när Anneli Jäätteenmäki avgick och Matti Vanhanen ombildade regeringen.
Wideroos bor i Närpes, är gift och har en vuxen son.